# Kruzer (herb szlachecki)
Kruzer (Croser, Croeser) – herb szlachecki.

## Opis herbu
W polu błękitnym trzy srebrne krokwie uszczerbione w słup pomiędzy trzema srebrnymi kubkami.

## Najwcześniejsze wzmianki
Indygenat za Jana III dla niderlandskiego szlachcica Eneasza Crosera z 1683.

## Herbowni
Kruzer, Kufel, Kuflinscy (Kuflińscy)